# João Alves (Bischof)
João Alves (* 13. Dezember 1925 in Torres Novas, Portugal; † 28. Juni 2013 in Coimbra) war ein portugiesischer Geistlicher und Bischof von Coimbra. 

## Leben
João Alves empfing am 29. Juni 1951 die Priesterweihe.
Papst Paul VI. ernannte ihn am 12. Dezember 1974 zum Titularbischof von Scala und zum Weihbischof in Coimbra. Der Patriarch von Lissabon, António Ribeiro, spendete ihm am 23. November desselben Jahres die Bischofsweihe; Mitkonsekratoren waren João António da Silva Saraiva, Bischof von Coimbra, und Manuel Franco da Costa de Oliveira Falcão, Koadjutorbischof von Beja. 
Am 8. September 1976 berief ihn Paul VI. zum Bischof von Coimbra. Am 24. März 2001 nahm Papst Johannes Paul II. sein altersbedingtes Rücktrittsgesuch an.
João Alves wurde 1984 Mitglied der Kongregation für die Ordensleute und Säkularinstitute und war von 1993 bis 1995 bis 1997 bis 1999 Präsident der portugiesischen Bischofskonferenz (CEP). Er galt als wichtiger Vertreter der römisch-katholischen Kirche in Portugal. 1999 wurde er Präsident der bischöflichen Kommission für die Sozialen Kommunikationsmittel.